# Angelo Giurdanella

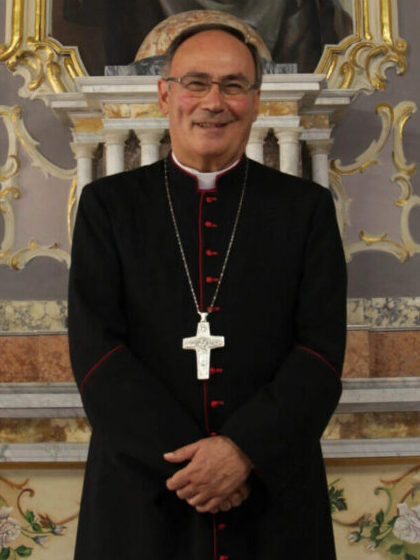
Angelo Giurdanella, 2022

Bischofswappen von Angelo Giurdanella

Angelo Giurdanella (* 24. Februar 1956 in Modica, Provinz Ragusa) ist ein italienischer römisch-katholischer Geistlicher und Bischof von Mazara del Vallo.

## Leben
Angelo Giurdanella besuchte das Kleine Seminar in Noto. Anschließend studierte er Philosophie und Katholische Theologie am Studio teologico San Paolo in Catania. Am 27. Dezember 1983 empfing Giurdanella durch den Bischof von Noto, Salvatore Nicolosi, das Sakrament der Priesterweihe.
Giurdanella war zunächst als Subregens am Priesterseminar in Noto (1982–1984) sowie als Pfarrvikar der Pfarreien Ecce Homo al Pantheon in Noto (1983–1984) und Sacro Cuore in Avola (1984–1988) tätig, bevor er 1988 Pfarrvikar und 1989 schließlich der Pfarrer der Pfarrei San Giovanni Battista e San Paolo in Avola wurde. Von 2009 bis 2010 fungierte er zusätzlich als Bischofsvikar für den Klerus. Ab 2010 war Angelo Giurdanella Generalvikar des Bistums Noto und Rektor der Kathedrale von Noto sowie ab 2019 zudem Diözesancaritasdirektor. Daneben gehörte er bereits ab 2008 dem Priesterrat und dem Konsultorenkollegium des Bistums Noto an. Ferner wirkte er als Diözesanassistent der Katholischen Aktion. 2011 verlieh ihm Papst Benedikt XVI. den Ehrentitel Päpstlicher Ehrenkaplan.
Papst Franziskus ernannte ihn am 29. Juli 2022 zum Bischof von Mazara del Vallo. Der Präsident der Päpstlichen Akademie für Theologie und emeritierte Bischof von Noto, Antonio Staglianò, spendete ihm am 4. Oktober desselben Jahres in der Kathedrale von Noto die Bischofsweihe; Mitkonsekratoren waren der emeritierte Bischof von Mazara del Vallo, Domenico Mogavero, und der emeritierte Erzbischof von Syrakus, Giuseppe Costanzo. Sein Wahlspruch Spiritu ferventes Domino servientes („Lasst euch vom Geist entflammen und dient dem Herrn“) stammt aus Röm 12,11 . Die Amtseinführung fand am 15. Oktober 2022 statt.